# Municipio de Quiriego
El municipio de Quiriego es un municipio del estado mexicano de Sonora. Según el censo de 2020, tiene una población de 3090 habitantes.
Se localiza en la zona sur del estado y su cabecera es el pueblo de Quiriego.

## Geografía
Quiriego se localiza en la zona sur del estado de Sonora, en la transición entre la Sierra Madre Occidental y la Llanura Costera del Pacífico. Tiene una extensión territorial de 2,705.72 kilómetros cuadrados, que representan el 1.46% de la extensión total de Sonora. Sus límites son al norte con el municipio de Rosario, al este y sureste con el municipio de Álamos, al sur con el municipio de Navojoa y al oeste con el municipio de Cajeme; en su extremo noreste limita con el municipio de Chínipas y con el municipio de Uruachi del estado de Chihuahua.

### Orografía e hidrografía

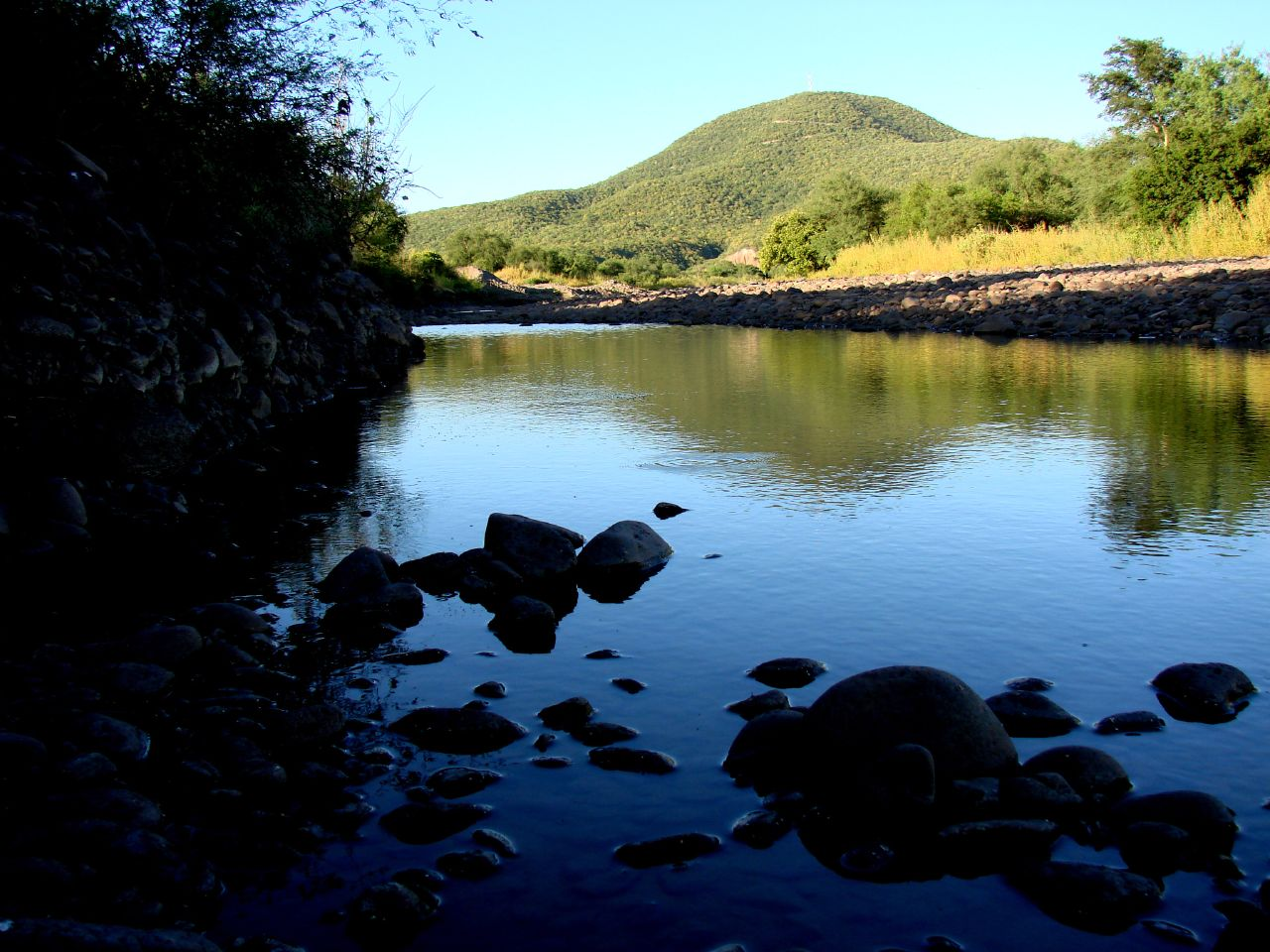
Arroyo Los Cedros.

Quiriego se encuentra en la zona de transición entre las elevaciones de la Sierra Madre Occidental y los valles de los ríos Yaqui y mayo, así como la Llanura Costera del Pacífico, por esta razón su territorio es montañoso en su parte para oriental, descendiendo mientras se avanza hacia el oeste, las serranías tiene un sentido longitudinal norte-sur.
La principal corriente del municipio es el Arroyo Los Cedros, que procedente del municipio de Álamos recorre el municipio primero en sentido sur a norte y luego tuerce hacia el oeste y desciende hacia el río Mayo. A él se unen otras pequeñas corrientes que drenan el resto del territorio municipal; prácticamente todo el territorio de Quiriego pertenece a la Cuenca del río Mayo, únicamente su sector más occidental, junto a los límites con Cajeme, forma parte de la Cuenca del río Yaqui, ambas a su vez integran la Región hidrológica Sonora Sur.

### Clima y ecosistemas

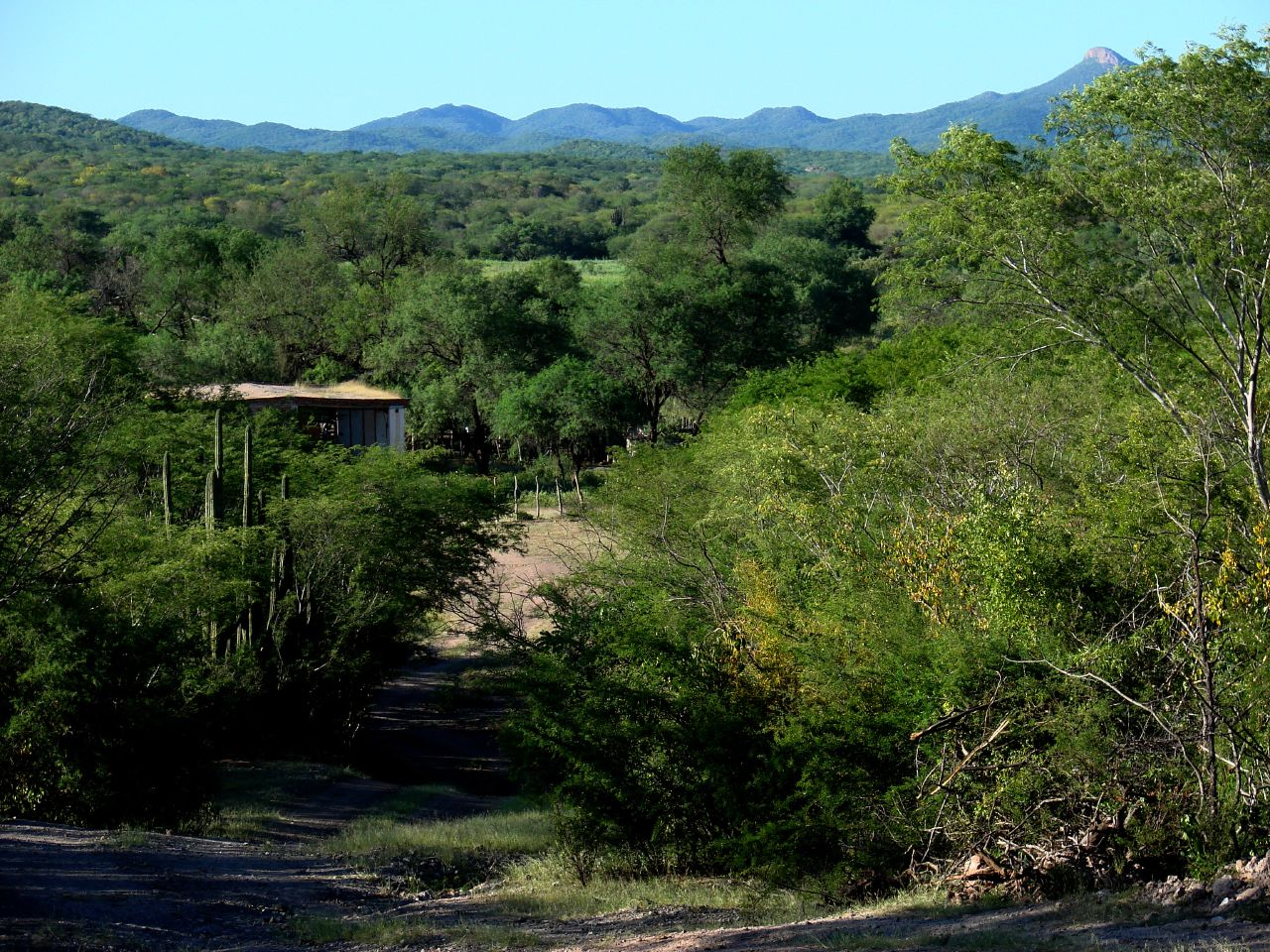
Quiriego.

Existen dos tipos de clima en el municipio de Quiriego, el más abundante es el Seco muy cálido y cálido, que se encuentran la toda la zona sur del municipio, así como en tres entrantes que en sentido norte a sur atraviesan el territorio al centro, al oeste y al este, en el resto, principalmente en el norte y en las zonas intermedias a las bandas mencionadas anteriormente se registra clima Semiseco semicálido; la temperatura media anual registrada sigue un patrón parecido, la zonas del extremo oriente del territorio tiene una tempetura media de 18 a 20 °C y de 20 a 22 °C, registrándose este último rango también en un sector del norte del territorio, en el resto el rango se encuentra entre 22 y 24 °C a excepción de un pequeño sector del sur, donde se alcanzan entre 24 y 26 °C; la precipitación total anual va disminiyendo según se avanza por el territorio desde el este hasta el oeste, a medida que se desciente en la altitud, la zona que mayor precipitación recibe, en el extremo nororiental, tiene un promedio de 700 a , hacia el oeste, el siguiente sector que es el más extenso registra entre 600 y , siguiente de 500 a y de 400 a , finalmente en el extremo occidental un pequeño sector tiene una precipitación promedio de 300 a .
Prácticamente todo el territorio se encuentra cubierto por Selva baja caducifolia, con excepción de la zona más al noreste donde se encuentra bosques, entre las especies vegetales que se pueden encontrar están el palo verde, palo fierro y papachis. Las especies animales son sumamente numerosas, entre las más representativas se encuentran víbora de cascabel, camaleón, ajolote, buró, berrendo, puma, jabalí, tórtola y tecolote.

## Historia
El territorio del municipio estuvo ocupado desde tiempos prehispánicos por los indios mayos y yaquis. En su territorio se ubican las ruinas del antiguo Real de Minas y Villa de Baroyeca, que fue una de las poblaciones más importantes de Sonora durante la colonia y principios de la época independiente, llegando a ser residencia del alcalde mayor de Ostimuri y posteriormente cabecera de ese partido del Estado de Occidente.
En el territorio municipal de Quiriego se ubican igualmente las antiguas misiones de Batacosa y Tepahui, que fueron fundadas en el siglo XVII.
Tanto Baroyeca como Batacosa y Tepahui tuvieron categorías de municipios hasta diciembre de 1903, en que fueron suprimidos y agregados al de Quiriego. 
La cabecera municipal, Quiriego, fue originalmente una hacienda propiedad de Francisco Javier Valenzuela en los últimos años del siglo XVIII. Obtuvo la categoría municipal en la segunda mitad del siglo XIX.
Algunos de sus monumentos históricos son la Iglesia de la comisaría de Batacosa, la Iglesia de Quiriego y las ruinas de Baroyeca.

## Demografía
El municipio de Quiriego tiene una población total de 3090 habitantes de acuerdo a los resultados del Censo de Población y Vivienda de 2020 realizado por el Instituto Nacional de Estadística y Geografía. De ese total, 1618 habitantes son hombres y 1472 son mujeres. Por tanto, el 52.4% de su población es de sexo masculino.
La tasa de crecimiento poblacional entre 2000 y 2005 ha sido de -1.6%. El 28.4% de los habitantes son menores de 15 años de edad, mientras que el 57.6% se encuentra entre ésta edad y los 64 años, toda la población es considerada rural pues no existen localidades que agrupen a 2,500 habitantes y el 4.2% de los habitantes mayores de 5 años son hablantes de alguna lengua indígena.

### Grupos étnicos
En Quiriego se encuentra un total de 113 personas mayores de cinco años de edad que hablan alguna lengua indígena, siendo 60 hombres y 53 mujeres, de ellos, 103 son bilingües al español, ninguno manifestó ser únicamente monolingüe, sin embargo 10 no especificaron dicha condición. De los 113 hablantes, 87 hablan guarijío y 19 mayo, los restantes son un hablante de pima bajo, un hablante de tarahumara y cinco no especifican cual es su lengua materna.

### Localidades
El municipio de Quiriego tiene un total de 254 localidades, las principales y su población en 2020 son las que a continuación se enlistan:
| Localidad       | Población |
| Total Municipio | 3 090     |
| Quiriego        | 1 299     |
| Batacosa        | 423       |
| Tepahui         | 274       |
| Cábora          | 289       |

## Política
El municipio de Quiriego fue creado como tal en el siglo XIX, en el año de 1903 fueron suprimidos y agregados a su territorio los municipios de Batacosa y de Tepahui, en 1930 Quiriego fue a su vez suprimido e incorporado al municipio de Rosario, sin embargo en 1932 fue restablecido como municipio autónomo.
El gobierno del municipio es ejercido por el Ayuntamiento, que es electo por voto universal, directo y secreto para un periodo de tres años que no pueden ser reelegidos para el periodo inmediato pero si de forma no continua, el ayuntamiento lo conforman el presidente municipal, el síndico y el cabildo formado por cinco regidores, tres electos por mayoría y dos por el principio de representación proporcional; todos entran a ejercer su cargo el día 16 de septiembre del año en que se llevó a cabo su elección.

### Representación legislativa
Para la elección de diputados locales al Congreso de Sonora y de diputados federales a la Cámara de Diputados de México el municipio de Quiriego se encuentra integrado en los siguientes distritos electorales:
Local:
- XIX Distrito Electoral Local de Sonora con cabecera en Navojoa.[16]

Federal:
- VII Distrito Electoral Federal de Sonora con cabecera en Navojoa.[17]